# Radzim (województwo zachodniopomorskie)
Radzim (niem. Radem) – osada w Polsce położona w województwie zachodniopomorskim, w powiecie łobeskim, w gminie Radowo Małe. Miejscowość wchodzi w skład sołectwa Troszczyno.
W latach 1975–1998 miejscowość należała administracyjnie do województwa szczecińskiego.

## Zabytki
- pałac z XVIII/XIX w. i park pałacowy[4]